# Kozlovská stráň
Kozlovská stráň je přírodní památka poblíž obce Střelské Hoštice v okrese Strakonice. Chráněné území zaujímá stráň nad pravým břehem řeky Otavy mezi Horažďovicemi a Střelskými Hošticemi, necelé dva kilometry severozápadně od vesnice Kozlov. Přírodní památka byla vyhlášena z důvodu ochrany vápencové stráně s lokalitou hořečku mnohotvarého českého (Gentianella praecox subsp. bohemica). Přírodní památka ochraňuje širokolisté suché trávníky a teplomilné křoviny na vápencovém podloží s výskytem významných a chráněných druhů rostlin.

## Flóra
Kromě hořečku mnohotvarého českého se na lokalitě dále vyskytuje např. hořec brvitý (Gentianopsis ciliata), jehlice plazivá (Ononis repens), sléz velkokvětý (Malva alcea), vítod chocholatý (Polygala comosa), řepík lékařský (Agrimonia eupatoria), bojínek tuhý (Phleum phleoides), krvavec menší (Sanguisorba minor), divizna knotovkovitá (Verbascum lychnitis), violka srstnatá (Viola hirta), růže vogézská (Rosa dumalis subsp. dumalis), sleziník routička (Asplenium ruta-muraria), sleziník červený (Asplenium trichomanes), pamětník rolní (Acinos arvensis), kostřava žlábkatá (Festuca rupicola), kakost holubičí (Geranium columbinum), jalovec obecný (Juniperus communis), len počistivý (Linum catharticum), rozchodník šestiřadý (Sedum sexangulare), smělek jehlancovitý (Koeleria pyramidata), starček přímětník (Senecio jacobaea), úročník bolhoj (Anthyllis vulneraria), jitrocel prostřední (Plantago media), turan pozdní (Erigeron muralis), růže vinná (Rosa rubiginosa), kontryhel sivý (Alchemilla glaucescens), ojediněle též chráněná vratička měsíční (Botrychium lunaria) a další druhy rostlin.

## Fauna
Lokalita je také zajímavá výskytem řady druhů teplomilného hmyzu, především motýlů. Na území přírodní památky se např. stále vyskytuje modrásek vikvicový (Polyommatus coridon). Oblast je současně evropsky významná lokalita soustavy Natura 2000.